# Jane White Is Sick & Twisted
Pour plus de détails, voir Fiche technique et Distribution.
Jane White Is Sick & Twisted (en français : Jane White est malade et tordue) est un film américain réalisé par David Michael Latt, sorti en 2002. C’est l’un des rares films du studio The Asylum à ne pas être fait pour capitaliser sur le succès d’un autre film, et c’est aussi l’un des rares films de The Asylum à avoir connu une sortie en salles.

## Synopsis
Le film suit Jane White (Kim Little), une adolescente obsédée par la télévision et qui rêve de devenir une célébrité de la télévision. Jane est convaincue qu’elle est la fille d’un célèbre animateur de talk-show, et elle veut à tout pris apparaître dans son émission, dans l’espoir de lancer sa carrière d’actrice de télévision.

## Distribution
- Kim Little : Jane White
- Wil Wheaton : Dick Smith
- Alley Mills : Maman
- Chris Hardwick : Burger
- Colin Mochrie : Barney
- David Lander : Gerry King
- Gary Owens : l’annonceur TV
- Michelle Phillips : June
- Andy Lauer : Desiree
- Eric Lutes : Candy
- Richard Kline : le présentateur Chris Jobin
- Ted Shackelford : Eddie
- Mickey Jones : Kenny Kingman
- Dustin Diamond : Simone
- Maureen McCormick : Nancy
- Danica McKellar : Tiffany
- Brad Sherwood : Sans-abri
- Carlie Westerman : Margaret[2]

## Prix et nominations
Colin Mochrie a remporté un B-Movie Award pour la meilleure apparition ou caméo hollywoodien de série B.

## Réception critique
Jane White Is Sick and Twisted recueille sur Rotten Tomatoes 75% au Tomatomètre et un score d’audience de 36%